# Dapsa barbara
Dapsa barbara is een keversoort uit de familie zwamkevers (Endomychidae). De wetenschappelijke naam van de soort werd in 1842 gepubliceerd door Pierre Hippolyte Lucas.